# 勞迪絲二世
勞迪絲二世生活在前三世紀左右，是塞琉古帝國塞琉古二世的王后。
根據波利比烏斯一些記載，勞迪絲二世是阿凱夫斯的女兒，安德羅馬庫斯的姊妹。勞迪絲二世生下塞琉古三世和安條克三世。